# Cerro Chango
Der Cerro Chango (spanisch) ist ein Hügel auf der Livingston-Insel im Archipel der Südlichen Shetlandinseln. Am Kap Shirreff, dem nördlichen Ende der Johannes-Paul-II.-Halbinsel, ragt er am Playa del Plástico auf.
Wissenschaftler der 45. Chilenischen Antarktisexpedition (1990–1991) benannten ihn nach den Chango, präkolumbischen Küstenbewohner im Norden Chiles.